# D Tour 2008 Alice in Dark edge FINAL〜LIVE ALBUM+PHOTO BOOK
『D Tour 2008 Alice in Dark edge FINAL〜LIVE ALBUM+PHOTO BOOK』（ディー・ツアー 2008 アリス・イン・ダーク・エッジ・ファイナル〜ライブ・アルバム・プラス・フォト・ブック）は、日本のバンド、Dの1枚目のライブ・アルバム。

## 概要
- メジャーデビュー後初となった全16公演の全国ツアー『D TOUR 2008 Alice in Dark edge』のファイナル公演をCD化。
- 2008年12月22日渋谷C.C.Lemonホールから9曲を音源化した、D初のライブアルバム。
- B5サイズ36P豪華ライブフォトブック仕様。
- POP式卓上カレンダー2009封入。

## 収録曲
1. Alice in Dark edge(OPENING SE) 
インスト
2. 闇の国のアリス 
（作詞・作曲：ASAGI）
3. Mad Tea Party 
（作詞・作曲：ASAGI）
4. BIRTH 
（作詞・作曲：ASAGI）
5. 夢想花 
（作詞・作曲：ASAGI）
6. Solid heart 
（作詞・作曲：ASAGI）
7. Rebellion 
（作詞・作曲：ASAGI）
8. 波紋 
（作詞・作曲：ASAGI）
9. Rosarium 
（作詞・作曲：ASAGI）